# Typhlocyba punicea
Typhlocyba punicea är en insektsart som beskrevs av Matsumura 1932. Typhlocyba punicea ingår i släktet Typhlocyba och familjen dvärgstritar. Inga underarter finns listade i Catalogue of Life.